# Marasmiaceae
Famille
Les Marasmiacées (Marasmiaceae) sont une famille de champignons basidiomycètes de l'ordre des Agaricales.
Cette famille, assez hétérogène, regroupe le reste des Tricholomatales moins charnues, collybioïdes, marasmioïdes ou mycénoïdes à lames d'épaisseur normale, adnées, échancrées ou ascendantes sublibres, parfois collariées ou subdécurrentes.

## Description
- Tribu des Marasmieae[2] : Spores non amyloïdes. Chair souvent réactive au Melzer (amyloïde ou dextrinoïde). Texture souvent coriace ou cornée (parfois reviviscente et séchant sans pourrir). Revêtement bien différencié (structure hyménodermique pure pas rare). Genre type : Marasmius . Par exemple Marasmius purpureostriatus
- Tribu des Collybiae[3] : silhouette collybioïde ou marasmioïde, parfois presque tricholomoïde ou réduite, mais texture molle et élastique, putrescible. Revêtement piléique filamenteux, jamais aussi différencié que les Marasmieae (type cutis ou en pièces de puzzle, etc.) Chair et spores inertes à l'iode ou faiblement dextrinoïdes.

## Liste des genres
- Conception classique 2000 : Collybia, Lactocollybia, Megacollybia, Pseudobaeospora, Rimbachia, Micromphale, Marasmiellus, Lentinula, Cheimonophyllum, Pleurocybella, Skeperiella.
- 8 genres à silhouette mycénoïde (chap. mince et campanulé), parfois collybioïde (mais alors chair ténue ou fragile) ou omphaloïde. Spores souvent amyloïdes et chair parfois sensible à l'iode. Trame souvent dextrinoïde ou cyanophiles. Boucles souvent présentes.Texture souvent fragile.... ont été déplacés dans la tribu des Myceneae : Mycena, Hemimycena, Delicatula, Baeospora, Pseudobaeospora, Rimbachia, Resinomycena, Mycenella.

D'après la 10e édition du Dictionary of the Fungi (2007), cette famille contient 54 genres :
- Amyloflagellula
- Anastrophella
- Anthracophyllum
- Aphyllotus
- Baeospora
- Calathella
- Calyptella
- Campanella
- Cephaloscypha
- Chaetocalathus
- Clitocybula
- Crinipellis
- Cymatella
- Cymatellopsis
- Dactylosporina
- Deigloria
- Epicnaphus
- Fissolimbus
- Gerronema
- Glabrocyphella
- Gymnopus
- Henningsomyces
- Hispidocalyptella
- Hydropus
- Hymenogloea
- Lactocollybia
- Lecanocybe
- Lentinula
- Macrocystidia
- Manuripia
- Marasmiellus
- Marasmius
- Megacollybia
- Metulocyphella
- Micromphale
- Moniliophthora
- Mycetinis
- Neocampanella
- Neonothopanus
- Nochascypha
- Nothopanus
- Omphalotus
- Phaeodepas
- Phaeolimacium
- Pleurocybella
- Pseudotyphula
- Rectipilus
- Rhodocollybia
- Skepperiella
- Stipitocyphella
- Stromatocyphella
- Tetrapyrgos
- Trogia